# Berserkr

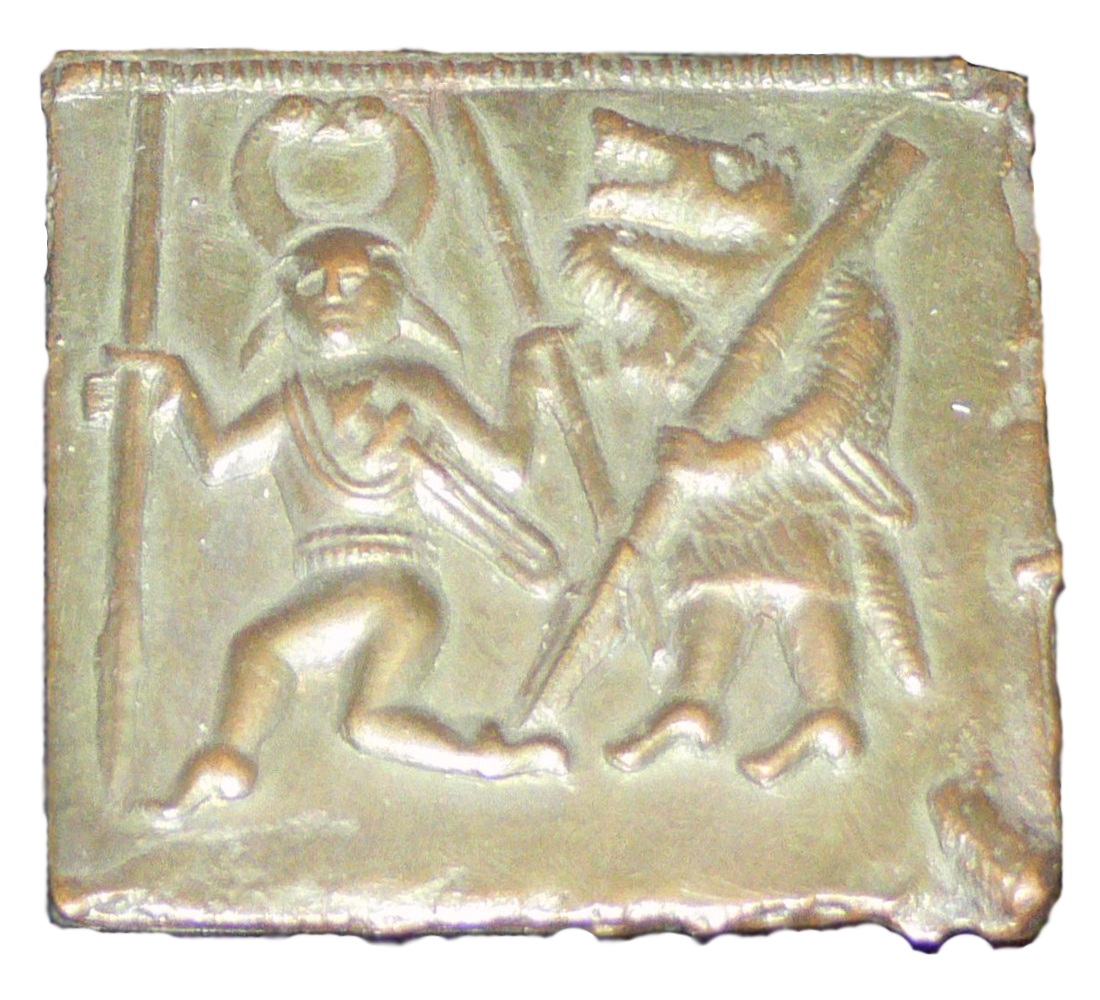
Tavoletta di bronzo raffigurante un berserker e un úlfheðinn, della seconda metà del VI secolo d.C., rinvenuta nella pieve di Torslunda, nell'isola di Öland

Nell'antico mondo germanico, un berserkr (al plurale berserkir, in inglese berserker), raramente italianizzato in berserco, era un feroce guerriero che si diceva invasato dallo spirito di Odino ("furore"). Prima della battaglia, entravano in uno stato mentale di furia, detto berserksgangr, che li rendeva particolarmente feroci e insensibili al dolore e alla sofferenza.
Le fonti nordiche descrivono spesso la condizione della berserksgangr con espressioni che al lettore moderno suggeriscono l'idea di uno stato di trance, e che non hanno mancato di suscitare tentativi di interpretazione di tipo psicologico o neurologico.

## Etimologia
L'etimologia della parola è incerta; una delle ipotesi è che sia frutto dell'unione di due parole norrene, "berr" (in inglese bare, "nuda") e sarkr (simile alla parola scozzese sark, ovvero "maglia"), ma questa etimologia è inesatta, poiché berr è un sostantivo e non un aggettivo; l'ipotesi più accreditata, e più corretta da un punto di vista etimologico, è che il termine derivi da berr (in germanico bär, in olandese beer, "orso", o baar, "lupo"), in quanto in tempi antichi era costume dei guerrieri vestirsi di pellicce di animali come orsi, lupi e renne. Altre fonti suggeriscono un'etimologia puramente norrena secondo cui la parola significherebbe "quelli vestiti con pelli d'orso", simili agli úlfheðinn («teste di lupo»).

## Fonti
Notizie sull'origine di questi guerrieri sono assenti, anche se Tacito, in riferimento agli Arii una tribù dei Lugi, menziona gruppi di combattenti germanici con caratteristiche simili.
Snorri Sturluson parla di berserker nella saga di Egil, nella Hrólfs saga kraka ok kappa hans e nella saga degli Ynglingar. Molte saghe descrivono i berserkir come assassini, ladri, saccheggiatori.
La Saga di Grettir narra che questi guerrieri erano conosciuti anche come Úlfheðinn o "mantello di lupo", poiché indossavano le pelli di questo animale.
Nel capitolo VI della Saga degli Ynglingar, i compagni di Odino erano così presentati: «Andavano senza corazza, selvaggi come dei cani o dei lupi. Mordevano i loro scudi ed erano forti come degli orsi e dei tori. Massacravano gli uomini e né il ferro né l'acciaio potevano niente contro di loro. Questo si chiamava furore di berserkir.»
A queste, si aggiungono occasionali riferimenti di uomini chiamati orsi, se non uomini-orsiː nel Gesta Danorum Saxo Grammaticus riporta che il padre di Thorgils Sprakalägg era un "Ursus" e lo descrive come un plantigrado, oppure come capostipite della casata normanna degli Châtillon era indicato un certo "Ursus".

## Storia

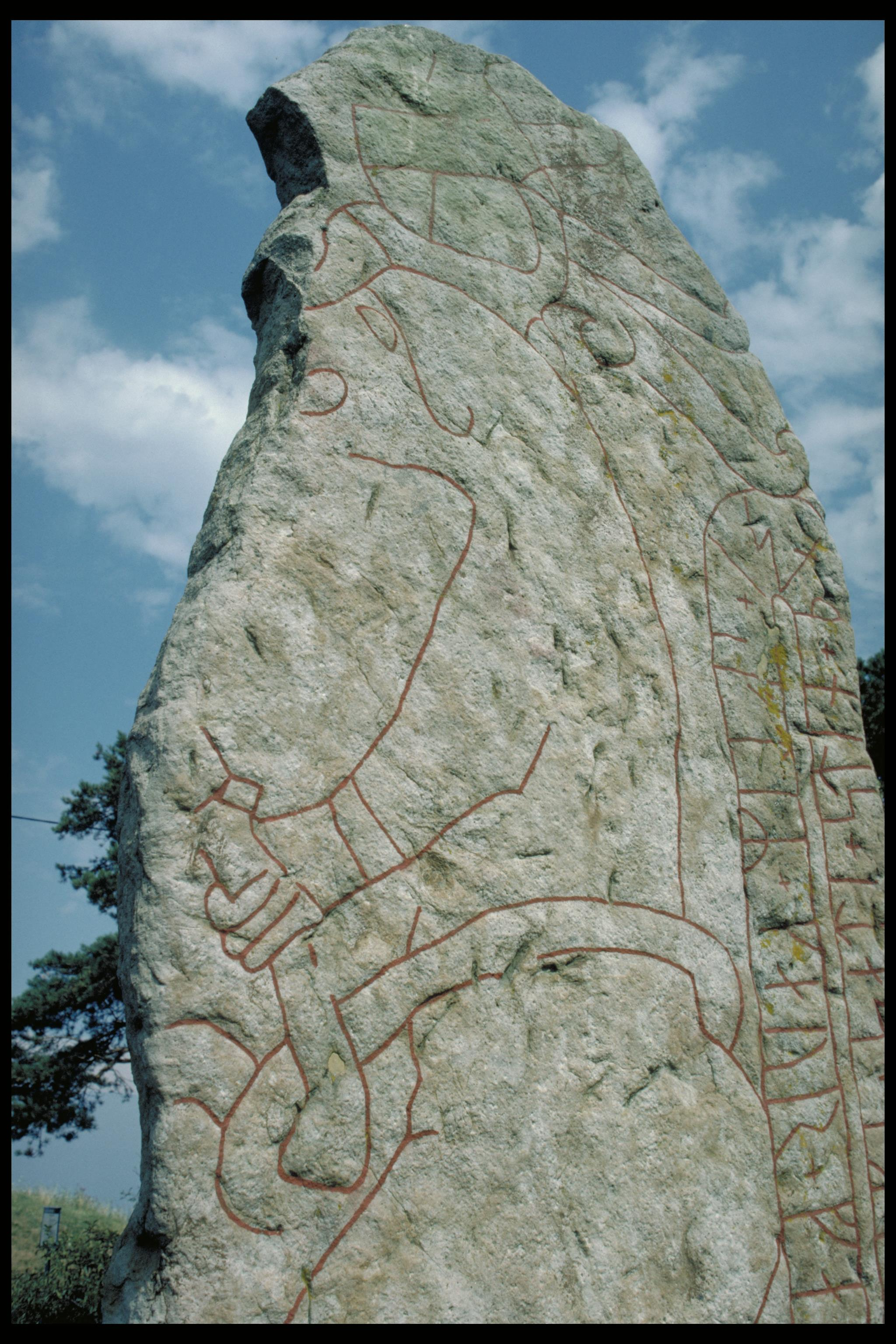
Pietra runica nel Västergötland, che potrebbe mostrare un beserker in pelle di animale

La venerazione dell'orso non era rara fra i Germanici del nord. "Posseduti" dallo spirito dell'orso, ritenevano di averne la forza e la ferocia, e di poterne assumere l'aspetto.
Sembra che i berserkir facessero parte di sette o società di guerrieri, come si può supporre da alcune saghe, le quali parlano di gruppi di berserkir con dodici membri dove coloro che desideravano entrare a farne parte dovevano sostenere un combattimento (rituale o reale). Alcuni berserkr cambiavano i loro nomi in björn o biorn, come riferimento all'orso. Il soprannome che adottavano e la loro inaudita ferocia in battaglia generò infatti una leggenda secondo la quale essi si trasformavano letteralmente in enormi orsi durante la battaglia e si credeva che non potessero essere sconfitti, in quanto insensibili al dolore e alla paura, senza ricorrere all'asportazione di parti vitali, quali cuore o testa.
La terribile reputazione che accompagnava queste bande, e la loro apparizione sul campo di battaglia avevano certamente un grande effetto demoralizzante sui nemici. I berserkir combattevano incoscientemente e con dispiego incredibile di forze.
Erik il Rosso era forse un berserkr. Harald Bellachioma, fondatore del regno di Norvegia, usava i berserkir come truppe d'élite.
Nel 1015 Eiríkr Hákonarson bandì i berserkir, poco dopo il periodo in cui si ipotizza la sua conversione al Cristianesimo.
Agli occhi del Cristianesimo, gli elementi di selvaggio furore accostarono i Berserkir al mito della caccia selvaggia e dunque agli invasati posseduti dal demonio; la Chiesa bandì dunque la figura di tali guerrieri. Gli evangelizzatori predicavano la protezione di un unico dio, non guerriero, padre di tutti gli uomini, contro le trasformazioni dei guerrieri-belva. E così i Berserker divennero l'espressione di un culto in declino: se prima erano considerati indomiti guerrieri dalla forza e dal coraggio sovrumani, a causa della presa di potere dei vescovi, risultano creature diaboliche, fuorilegge, complice l'evoluzione da una società tribale ad una società dall'organizzazione civile più complessa.
Memorabile è l'episodio riportato dalla cronaca anglosassone e dalla saga su Harald Hardråde scritta nel 1225 da Snorri Sturluson, quando sul ponte sullo Stamford (da cui prendeva il nome il villaggio Stamfordbridge), dove il Re Aroldo II d'Inghilterra si scontrò con l'esercito del re norvegese Harald Hardråde, prendendolo di sorpresa, disarmato e impreparato, dopo una marcia leggendaria, a tappe forzate, dalla parte meridionale del regno.
Per ritardare la battaglia e dare ad Harald Hardråde sufficiente tempo per posizionare il suo esercito in formazione circolare su di un'altura, il ponte venne immediatamente occupato da un berserk della guardia d'onore reale, un guerriero norvegese armato di ascia, senza armatura, che combatteva in modo furioso e che terrorizzò l'esercito anglosassone. Egli riuscì a tenere il ponte per circa un'ora, ferendo o buttando di sotto decine di quelli che cercavano di passare, fino a che gli anglosassoni non riuscirono ad ucciderlo portando una barca sotto al ponte e trafiggendolo con una lancia.

## L'ira deiberserkr
Non è da escludere l'impiego di prodotti psicoattivi che avrebbero avuto il ruolo di enfatizzare la condizione dei guerrieri Berserker, attraverso lo stato alterato di coscienza; non mancano i collegamenti all'ergotismo o ancora si attribuisce un ruolo di rilievo alle sfrenate danze e altri rituali collettivi. Saxo Grammaticus, inoltre, ci parla della loro assunzione di sangue di orso o lupo, come "droga" per acquisirne la forza: è dunque possibile confinare in una dimensione simbolica le proprietà allucinogene di tale sostanza.
Secondo il professore Howard Fabing la "furia dei berserkir", detta anche berserksgangr, poteva giungere in un qualunque momento della quotidianità. Incominciava con un tremolio, il battere dei denti e una sensazione di freddo nel corpo. La faccia si gonfiava. Seguiva una grande rabbia, durante la quale poteva ululare come un animale selvaggio, unita al desiderio di assalire il prossimo, senza distinzione tra amici o avversari. Quando la rabbia si esauriva, il berserker risultava stremato e questa condizione poteva protrarsi per giorni.
Secondo il professore Jesse L. Byock, tale furore potrebbe anche essere stata causata dalla malattia ossea di Paget. La crescita incontrollata delle ossa del cranio poteva causare una pressione dolorosa sulla testa. Come prova, menziona le teste grosse e sgradevoli di Egill Skallagrímsson nella Egils saga. Altre possibilità sono epilessia e isteria.
Altri hanno sostenuto che i temuti Berserker vichinghi si eccitassero con un infuso di funghi allucinogeni del tipo Amanita muscaria. Nell'inglese moderno è diffuso il detto to go berserk, che indica il perdere completamente il controllo, proprio come questi feroci guerrieri.
Sulla scia degli studi di Luigi Luca Cavalli Sforza nella ricostruzione 'storica' del genoma umano, sono stati individuati tra Norvegia e Svezia tracce di una deriva genetica avvenuta nel passaggio alle culture del Neolitico, che sarebbe all'origine della malattia rara conosciuta come porfiria. La malattia, nel Medioevo, era nota come 'licantropia' ed ha un profilo sintomatologico acuto particolarmente aderente alla berserksganga, come anche la descrizione leggendaria richiama la testa d'orso o di lupo che i Berserkir usavano come copricapo distintivo.
Come nel caso dell'emocromatosi e l'adattamento alla nutrizione cerealicola dei protocelti/protosassoni, la porfiria sarebbe dovuta al lungo isolamento e all'adattamento in regioni scarsamente soleggiate, prive di vegetazione e di cibi zuccherini, con un'alimentazione a base di sangue e latte di renna, in un territorio ostile, privo di riferimenti e popolato da predatori competitivi, come l'orso e il lupo. Se i risultati della ricerca genetica verranno confermati dalla ricerca archeologica, è probabile, in base alle tattiche e alle modalità di combattimento, che fossero Berserkir, portatori di porfiria, sia la guardia d'onore di Harald Bella Chioma, primo re norvegese, sia gli Ironsides di Oliver Cromwell, come i Danesi descritti da Tacito e gli Spartani delle Termopili, visto che è documentata la presenza di porfirici nell'area Mediterranea fin da Ippocrate.

## Riferimenti in altre culture
Similmente ai furiosi berserkir, subisce terribili metamorfosi durante le sue battaglie l'eroe celtico Cú Chulainn, protagonista del Ciclo dell'Ulster. Lo spasmo frenetico del corpo sotto la pelle trasforma letteralmente Cú Chulainn in un mostro inarrestabile, incapace di distinguere tra amici e nemici. Il nome dato a questa sua tipica frenesia guerriera è ríastrad, "distorsione".

## Nella cultura di massa
Tale figura è stata successivamente ripresa e reinterpretata svariate volte, tra la letteratura di genere e la cultura di massa.

### Narrativa
- I berserkir probabilmente hanno ispirato il personaggio di Beorn in Lo Hobbit di Tolkien.
- Nel ciclo di romanzi fantasy della Saga dei Drenai di David Gemmell, vengono chiamati Baresark, o Berseker, dei guerrieri capaci di scatenare la loro furia durante le battaglie. Nel finale del libro Druss the Legend Druss, un eroe-guerriero che difende i deboli e combatte guerre tra vari imperi armato di un'ascia a doppia lama, quando vede cadere il suo grande amico Sieben si trasforma in un berserker e il suo impeto trascina alla vittoria l'esercito dei Drenai contro quello dei Ventriani.
- Il romanzo di Michael Crichton Mangiatori di morte vede come antagonisti creature umanoidi indicate col termine Wendol (bruma nera). Questi, come verrà poi spiegato dallo stesso autore, costituiscono l'ultima tribù degli uomini di Neanderthal. L'adattamento cinematografico del romanzo, intitolato Il tredicesimo guerriero, presenta tuttavia delle sostanziali differenze, le quali toccano gli stessi antagonisti; questi infatti non saranno più rappresentati da uomini di Neanderthal ma dai Berserkr, o presunti tali, siccome vestono pelli di orso e, come constatato dal protagonista Ibn Fadlan, credono di essere orsi e ne sono dediti al culto.
- Nella saga "Magnus Chase e gli dei di Asgard", uno degli einherjar è un berserker, ossia un guerriero di grandi dimensioni che è in grado di combattere anche dopo essere stato ferito gravemente varie volte.
- Berserker è una space opera dello scrittore statunitense Fred Saberhagen. In Italia è stata edita parzialmente dalla collana fantascientifica Urania.

### Fumetti e manga
- Nel fumetto italiano Dylan Dog, i berserkir sono presenti nel numero 196, Chi Ha Ucciso Babbo Natale? Qui vengono raffigurati come esseri umani con degli strani tatuaggi sparsi per tutto il corpo che, per la loro pericolosità, sono rinchiusi in strutture governative simili a ospedali psichiatrici.
- Nel manga Berserk il protagonista Gatsu è un ex mercenario in cerca di vendetta che combatte esseri sovrannaturali armato con un enorme zambato e l'armatura del berserker, che dona all'utilizzatore una furia e forza incolmabile , al prezzo di gravi ferite ed non riuscire a distinguere gli allenati dai nemici
- Nell'anime Neon Genesis Evangelion la modalità berserk o berserker è uno stato speciale non predicibile dell'attività di un'unità Eva, durante il quale l'Unità si attiva nonostante l'assenza di alimentazione e si comporta come se avesse una personalità propria. In questo stato l'Eva si dimostra estremamente potente ed incontrollabile.
- Nel manga Alita l'angelo della battaglia il berserker viene citato come un soldato cyborg dall'elevato potenziale distruttivo. Alita stessa verrà equipaggiata da Ido con un corpo da berserker.
- Nel manga Vinland Saga, viene spiegato che la furia dei berserkir deriva da un particolare tipo di fungo allucinogeno che inibisce i sensi e abbassa drasticamente la soglia del dolore, chiamati appunto "funghi del berserker".
- Nell'anime e nel gioco di carte Yu Gi Oh vi sono numerose carte chiamate "Berserk", che rappresentano mostri dalla natura violenta e incontrollabile, ad esempio "Drago Berserk". Nel manga invece vi è una carta nota come "Modalità Berserk" che rende più forti i mostri del giocatore.
- Nella visual novel Fate/stay night vi è una classe di servant chiamata berserker, a cui appartengono guerrieri descritti come dalla furia incontrollabile, che comporta un grosso dispendio di energie per il suo Master. Rientra in questa categoria il Servant Eracle.

### Serie TV
- Nella serie TV Dragons, collegata al film Dragon Trainer e avente per protagonisti dei vichinghi addestratori di draghi, il protagonista Hiccup si ritrova come acerrimi nemici proprio i Berserkr (nel doppiaggio italiano tradotti come "Grandi Guerrieri"), qui mostrati come una delle tribù più bellicose e potenti.
- Nella serie TV Teen Wolf (IV stagione), i Berserker sono controllati da "La Loba" e mettono in difficoltà i protagonisti con la loro forza sovrumana. Sono rappresentati come guerrieri ricoperti di ossa, con in testa un teschio di animale.
- Nella serie Marvel Agents of S.H.I.E.L.D., il bastone di un guerriero berserker di Asgard è al centro della trama degli episodi Il pozzo, Provvidenza e Il principio della fine. Toccare il bastone causa un incremento dei livelli di adrenalina e della forza di chi lo impugna, alimentati dai suoi sentimenti di odio e rabbia.
- Nella serie TV Vikings, nel terzo e quarto episodio della quarta stagione, un forte guerriero berserker viene incaricato dal conte Kalf e da Erlendur di uccidere Björn "Ironside" (nel doppiaggio italiano "La corazza"), figlio di Ragnar Loðbrók.
- Nella serie Dragon Ball il berserker è un livello di ira e di potenza raggiungibile dai guerrieri super saiyan in particolari situazioni.

### Giochi di ruolo e videoludica
- Nel gioco di ruolo D&D il berserker è una delle classi di personaggio interpretabili dal giocatore (sotto il nome di "barbaro").
- In numerosi videogiochi a tema storico, tra cui Rome: Total War, Age of Empires II e Age of Mythology, i berserker sono unità producibili e tipicamente caratterizzate dall'uso di scudi come armi e dall'assenza di armatura.
- Il berserker è spesso una classe disponibile nei videogiochi di ruolo fantasy quali Final Fantasy e Dragon Age, generalmente come versione avanzata della classe del guerriero.
- Nel videogioco For Honor il Berserker è un personaggio giocabile.
- Nel videogioco The Elder Scrolls V: Skyrim, l'abilità di razziale degli orchi si chiama ''Furia Berserk'' in cui il protagonista (se sceglie l'orco) entra in uno stato in cui infligge il doppio dei danni ai nemici e ne subisce la metà.
- Nel videogioco strategico in tempo reale Praetorians, il berserker è un tipo di truppa speciale a disposizione della civiltà dei barbari.
- Nel videogioco del 2020 Assassin’s Creed: Valhalla si impersona Eivor, un/una berserker che dovrà trovare in Inghilterra una nuova casa per il suo popolo.
- Nel videogioco Assassin’s Creed IV: Black Flag si possono utilizzare dei dardi, chiamati in lingua inglese "berserker," per far sì che i nemici inizino ad attaccarsi a vicenda.
- Il pokémon Perrserker sembra essere ispirato ai berserkir.
- Nel videogioco del 2015 The Witcher 3: Wild Hunt in una delle missioni secondarie nelle isole Skellige, il witcher Geralt di Rivia aiuta Cerys an Craite, figlia dello jarl Crach an Craite, a fare luce sul massacro compiuto da inconsapevoli berserkir, trasformati con l’inganno grazie a dell’idromele mischiato a funghi allucinogeni e sangue di orso.
- Nel videogioco NieR: Automata (2017), il personaggio di A2 può attivare una modalità chiamata "Berserk Mode" (tradotta in italiano come "Modalità Furia"), durante la quale il suo corpo assume una colorazione rossastra e le sue capacità offensive aumentano notevolmente. In questa modalità, A2 infligge danni elevati e attacca con maggiore velocità, ma subisce una graduale perdita di punti vita, richiamando così l’archetipo del berserker come figura impulsiva e letale, che sacrifica il controllo e la difesa per una furia distruttiva.

### Musica
- Berserker è il titolo dell'album del 2019 della band death metal svedese Amon Amarth.
- Berserker è il titolo del primo album della band finlandese Beast in Black, pubblicato nel 2017.
- Berserker è il titolo di una canzone del 2019 di Mazare, pubblicata dall'etichetta Monstercat.
- Berserkir è il titolo di un singolo del 2017 della band Danheim.